# Achmer
Achmer is een plaats in de Duitse gemeente Bramsche in de deelstaat Nedersaksen.
Achmer was voor 1972 een zelfstandige gemeente en omvatte de plaatsen Laberge, Wackum, Tömmern, Hemke, Grünegras en Westerhausen.
Achmer heeft een vliegveld waar het 320 Dutch Squadron RAF in 1945 gestationeerd was.